# Cafer Höyük
Cafer Höyük és un jaciment arqueològic situat a uns 40 km al nord-est de Malatya (Turquia), a la vall de l'Eufrates. Va ser habitat fa més de deu mil anys,durant la revolució neolítica.
La construcció de la presa de Karakaya ha inundat el nord-est del tel. Les excavacions de rescat es van dur a terme pel Centre Nacional de la Recerca Científica (CNRS) de França sota la direcció de Jacques Cauvin entre 1979 i 1986. Les troballes al jaciment es van datar al Paleolític, al Neolític preceràmic, al Neolític ceràmic, a l'edat del bronze primerenca juntament amb algunes troballes medievals. Es va veure que les tècniques de construcció al lloc eren similars a les utilitzades a Çayönü amb estructures rectangulars de maó de fang amb tres habitacions anomenades per Cauvin fase de «pla cel·la». Els gravats de lloms de toros a les parets d'una casa eren indicatius d'un animalisme semblant al que es troba a Çatalhöyük. La primera evidència de cereals domesticats apareix poc abans d'aquesta etapa. La ramaderia no es va evidenciar en aquest nivell, però es va desenvolupar més tard al Neolític preceràmic B. S'ha suggerit que les característiques del tel indiquen característiques de fertilitat masculina i femenina. També es van trobar estatuetes votives durant les excavacions que es va suggerir que eren déus masculins.
El «període antic» de l'assentament mostra un ús predominant del sílex per a les eines, però en el «període mitjà» l'obsidiana es fa cada cop més freqüent. El «nou període» evidencia l'ús d'un 90% d'obsidiana. També es van desenterrar esquelets, inclosos els de dos nens. Es va trobar l'esquelet d'un gos de companyia que demostrava l'existència de caça de conills juntament amb animals més grans en la primera etapa, com ara senglars, cabirols, guineus i altres preses. Es cacen ovelles i cabres, i també es va descobrir un nombre molt reduït d'ossos d'ós i pantera. Les troballes van indicar que les preses més grans es van caçar en etapes posteriors.
A les primeres capes d'excavació es van trobar espelta petita i pisana silvestre. Es va trobar blat, ordi, llenties i pèsols conreats juntament amb varietats silvestres en nivells posteriors. En aquests nivells també es van trobar sitges per emmagatzemar gra. Les primeres capes de les excavacions van mostrar evidències d'espelta petita i pisana. A partir de les troballes es va demostrar que aquests dos cereals es van cultivar primer, seguits de les llenties, pèsols i veça, i després ordi. Aquesta evidència va portar a Willem van Zeist a suggerir que els cultius domesticats no van entrar a la zona al voltant de les muntanyes de Taure i el nord de Síria fins a la meitat del Neolític preceràmic B.
Jacques Cauvin va dibuixar dissenys detallats de les diferents fases de construcció de l'assentament i va datar el «període antic» al Neolític preceràmic B amb datació basada en el 14C d'uns 8450-7180 aC. Calibracions més recents han fet retrocedir la datació dels primers nivells fins al 8920 aC.